# Youcef Krache
Youcef Krache, né en 1987 à Constantine, est un photographe algérien qui explore à travers ses photos en noir et blanc la vitalité de l'urbanisme algérien.

## Biographie
Né à Constantine en 1987, Youcef Krache, fasciné par la collection de clichés familiaux prise par son père amateur de photographie, décide de s'y mettre lui aussi à cet art. Il commence à l'âge de 13 ans à photographier les mariages familiaux avant que cette hobby se transforme en une activité artistique professionnelle.
Après des études de marketing et d'hôtellerie, Krache se consacre à la photographie et s’applique à documenter tout ce qui l'entoure et à explorer la vitalité de l'urbanisme et la société de son pays. Ses photos en noir et blanc portent sur les rues d'Alger, les algériens et même sur les combats de béliers.
En 2015, Youcef Krache cofonde avec d'autres photographes documentaires algériens le Collective 220, le premier collectif photo d'Algérie et qui selon l'un des cofondateurs est "une sorte de coup de gueule contre la façon dont la photo est considérée, présentée, organisée en Algérie". Avec les autres membres du Collectif 220, Krache participe à la couverture photographique des manifestations du Hirak en 2019.

## Prix et Expositions personnelles
Youcef Krache participe à plusieurs expositions. Il expose à la galerie Esther Woerdehoff et participe à la Friche Belle de Mai avec une exposition solo intituléeː "Iqbal/Arrivées, pour une nouvelle photographie algérienne". Il remporte également plusieurs prix dont notamment la mention spéciale du jury Face à la mer à Tanger (Maroc) en 2019.